# Janów (powiat rawski)
Janów – wieś w Polsce położona w województwie łódzkim, w powiecie rawskim, w gminie Biała Rawska.
Wieś wymieniana jest w dokumentach w 1885 r.
W latach 1975–1998 miejscowość należała administracyjnie do województwa skierniewickiego. Osada leży w północno-wschodniej części województwa łódzkiego i liczy niespełna 50 mieszkańców. Okolicę stanowią głównie pola uprawne i sady oraz niewielkie obszary łąk.